# 埃米爾·薩隆蒙森
埃米爾·薩隆蒙森（瑞典語：Emil Salomonsson；1989年4月28日—）是一位瑞典足球運動員。在場上的位置是後衛。他現在效力於日本職業足球甲級聯賽球隊福岡黃蜂。他也代表瑞典國家足球隊參賽。

## 外部連結
- 日本職業足球聯賽中的埃米爾·薩隆蒙森 （日語）
- IFK Göteborg profile （页面存档备份，存于）
- Halmstads BK profile